# Jonas Adolf Walldén

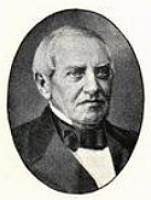
J.A. Walldén

Jonas Adolf Walldén, född 3 januari 1807 i Arbrå, Hälsingland, död 12 februari 1872 i Stockholm, var en svensk publicist.
Walldén var son till kyrkoherden i Arbrå Abraham Walldén och dennes hustru Gundla Kristina Astner. Jonas Adolf Walldén började vid åtta års ålder vid Gäfle trivialskola och flyttades därifrån till Katedralskolan i Uppsala där han gick fram till 1821. Han började arbeta på ett handelskontor i Gävle. Kort därefter grundade hans två äldre bröder tidningen Stockholms Dagblad och 1826 anställdes Jonas Adolf Walldén där som biträde. Efter att hans bror Anders Reinhold avled blev Walldén 1834 ägare till hälften av tidningen. Han ombesörjde också hela dess utgivning. Åren 1848–1850 förlade han också Stockholms aftonpost. År 1858 köpte han godset Hakunge och vidtog där omfattande jordförbättrings-, byggnads- och försköningsarbeten. År 1869 överlämnade han ledningen av Dagbladet åt sin son, John Wilhelm Elis Walldén.
Jonas Adolf Walldén var från 1835 gift med Lavinia Elisabet Schagerborg.